# Лупол Василь Митрофанович
Васи́ль Митрофа́нович Лупол (18 січня 1917, Хрустова, сучасний Кам'янський район (Молдова) — 2 січня 2012) — український журналіст.

У журналістиці з 1932-го, з 1957 — у Спілці журналістів.

## Короткий життєпис
Походить з багатодітної селянської родини, старший із шести дітей. Закінчив з відзнакою семирічну школу, з огляду на брак викладачів призначений вчителем молдавської мови та літератури, одночасно без екзаменів зарахований студентом Тираспольського інституту.
З 1932 року друкувався у республіканських газетах, надавав матеріали на радіо, був штатним співробітником районної газети.
У РА протягом 1939–1970 років. Учасник німецько-радянської війни, червнем 1941-го був секретарем комсомольського комітету зенітної частини під Кишиневом, на той час був «Ворошиловським стрільцем» та «Відмінником РСЧА». У складі частини брав участь у обороні Одеси, з частинами, що відступали, дійшов до Північного Кавказу. Згодом визволяв Одесу від нацистсько-румунських сил. Брав участь у боях в Румунії, Болгарії, Югославії, Угорщині, Австрії. Одружився в травні 1945-го у Відні, з Антоніною Олексіївною служили в одній частині.
Після війни працював кореспондентом військових видань, з них 28 років — старший кореспондент газети Одеського військвого округу «Захисник Вітчизни». На Одеському обласному радіо 6 років вів передачі «Сиві солдати». 1957 року створював Одеську обласну журналістську оорганізацію.
Поддружжя Луполів прожило разом понад 60 років, виховали двох дочок. Проживав у місті Одеса, автор 12 книг, полковник РА у відставці.
Нагороджений 5 орденами та понад 10 медалями.
Є автором та співавтором 12 книг, зокрема
- «Сиві солдати: очерки», 1984,
- «Живіть як вони: документальні очерки», 1989,
- «Володарі вогню»,
- «Офіцер — професія героїчна»,
- «Сини стають у стрій»,
- «Щастя армійських доріг».